# 马拉尼昂河畔圣菲洛梅纳
马拉尼昂河畔圣菲洛梅纳是巴西马拉尼昂州的一个市镇。总面积403.849平方公里，总人口5511人，人口密度13.6人/平方公里。